# Arvid Auner
Arvid Auner, né le 31 janvier 1997, est un snowboardeur autrichien, spécialiste du slalom parallèle.

## Palmarès

### Championnats du monde
- Championnats du monde 2023 à Bakuriani (Géorgie) :
  -  Médaille d'argent en slalom parallèle.
- Championnats du monde 2025 à Engadine (Suisse) :
  -  Médaille d'argent en slalom parallèle.

### Coupe du monde de snowboard
- 1 petit globe de cristal :
  - Vainqueur du classement slalom parallèle en 2025.
- 10 podiums dont 2 victoires.

#### Détails des victoires
| Épreuve / Édition | Slalom parallèle | Slalom géant parallèle |
| ----------------- | ---------------- | ---------------------- |
| 2022-2023         | Bad Gastein      |                        |
| 2024-2025         | Davos            |                        |